# Gevekot

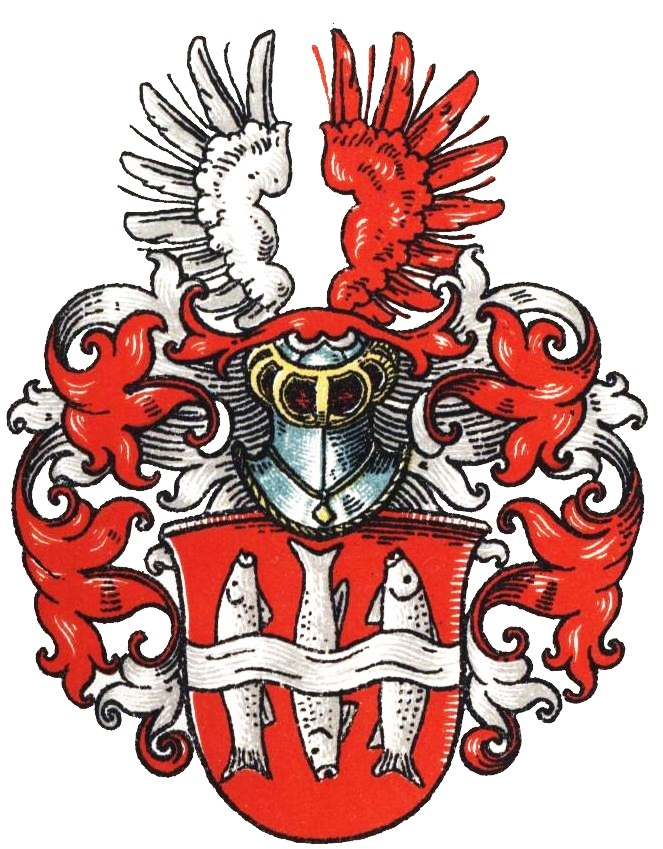
Wappen derer von Gevekot im Wappenbuch des Westfälischen Adels

Gevekot (auch Gevekoth, Gevekothe, Gevekothen o. ä.) ist der Name eines westfälischen Patrizier- und Adelsgeschlechts.

## Geschichte
Das Geschlecht stellte Lehnsleute des Stifts Minden. Johann Gevekot war Bürgermeister zu Minden (1472–1514). Dessen Tochter Mette Gevekot war mit Hermann Borries, Bürgermeister zu Minden (1501–1539), verheiratet. Ein weiterer Johann Gevekothe war 1521 Bürgermeister zu Minden. Im 16. und 17. Jahrhundert erscheint die Familie in lippischen Urkunden als ritterbürtig. 1692 gehörte ihnen ein Hof bei Lemgo. In der Lemgoer Nicolaikirche findet sich ein Epitaph der Familie. Dieser wurde 1732 von Daniel Gevekot beschädigt, als er mehrere Steine heraushaute, um diese als Beweisstücke in einem Gerichtsprozess zu verwenden.
Als Dank für seine Loyalität erhob Fürst Leopold IV. von Lippe seinen Staatsminister Max Gevekot am 24. November 1905 in den erblichen lippischen Freiherrenstand. Max Tochter Elisabeth heiratete 1900 Justus Adolf Wilhelm von Rosenberg-Gruszczynski (1877–1915), Sohn von Justus von Rosenberg-Gruszczynski. Max Sohn Hans von Gevekot (1873–1926) war Amtsrichter in Bad Salzuflen 1906/11 und Detmold 1911/26.

## Persönlichkeiten
- Carl Theodor Gevekoht (1798–1850), Kaufmann und Bremer Abgeordneter der Frankfurter Nationalversammlung
- Max von Gevekot (1845–1916), Jurist und 1900–1912 lippischer Staatsminister und Regierungschef im Fürstentum Lippe

## Wappen
Blasonierung: In Rot drei silberner Fische pfahlweise gestellt, der beiden äußeren aufgerichtet, der mittlere Fisch gestürzt. Das ganze von einem silbernen querfließenden Bach überzogen. Auf dem Helm mit rot-silbernen Decken ein offener silberner Flug, der rechte Flügel silbern, der linke rot.